# Argiope blanda
Argiope blanda är en spindelart som beskrevs av O. Pickard-Cambridge 1898. Argiope blanda ingår i släktet Argiope och familjen hjulspindlar. Inga underarter finns listade i Catalogue of Life.